# Ms. Pac-Man
Ms. Pac-Man ist ein Arcade-Spiel aus dem Jahre 1982, das als eines der Nachfolger von Pac-Man veröffentlicht wurde. Es wurde von der US-amerikanischen Firma Midway Manufacturing produziert. Ms. Pac-Man wurde in Nordamerika im Januar 1982 veröffentlicht und gehört dort zu den bisher erfolgreichsten Arcade-Videospielen. In Ms. Pac-Man steuert der Spieler eine weibliche Spielfigur, die Labyrinthe des Spiels waren komplexer als beim Vorgänger Pac-Man und es gab etliche Verbesserungen gegenüber dem Original-Titel.

## Spielprinzip
Die Spielmechanik von Ms. Pac-Man entspricht dem Original Pac-Man. Der Spieler sammelt Punkte, indem er die überall verteilten Pillen auffrisst und sich von den verschiedenen Geistern fernhält. Auf dem Spielfeld befinden sich einzelne besondere Energie-Tabletten. Wenn Ms. Pac-Man diese verschluckt, verändern alle Geister ihre Farbe in blau und versuchen ihr auszuweichen. Teilweise auftauchende Früchte können auch von Ms. Pac-Man verspeist werden und bringen Extra-Punkte. In jeder Runde werden die Geister und auch Ms. Pac-Man schneller, wodurch das Spiel immer schwieriger wird.
Bei Ms. Pac-Man gibt es einige Änderungen zum Original-Pac-Man:
- Das Spiel hat vier verschiedene Labyrinthe, die in unterschiedlichen Farben angezeigt werden.
- Drei der vier Labyrinthe (das erste, zweite und vierte) haben vier Tunnel, die die jeweiligen Außenseiten miteinander verbinden.
- Die Wände sind mit einer Farbe ausgefüllt, anstatt einer einfachen Umrandung wie im Originalspiel. Dies macht es besonders für Anfänger einfacher, zu erkennen, wo die Wege im Labyrinth sind.
- Die Verhaltensmuster der Geister sind deutlich komplexer als im Originalspiel.
- Anstelle in der Mitte des Labyrinths erscheinen die Früchte nach dem Zufallsprinzip auf dem ganzen Spielfeld und hüpfen zufällig durch das Labyrinth.
- Der orangefarbene Geist heißt bei Ms. Pac-Man Sue anstatt Clyde.
- Die Sound-Effekte und die Musik sind im Vergleich zum Original sehr verändert worden, darunter auch das Eröffnungsthema und der Sound-Effekt für einen Tod.
- Wie Pac-Man hat auch Ms. Pac-Man einen Programmfehler, der es unmöglich macht, den Level 256 des Spiels zu spielen. Doch das Spiel enthält noch etliche andere Programmfehler, die es dem Spieler ohne zusätzliche Hilfsmittel unmöglich machen, den 256. Level zu erreichen.[2]

## Entwicklungsgeschichte
Ms. Pac-Man war ursprünglich als Erweiterungspaket für Pac-Man vorgesehen. Es wurde unter dem Titel Crazy Otto von den Programmierern der General Computer Corporation (GCC) entwickelt. Während Crazy Otto in der Entwicklung war, einigte sich GCC gerade mit Atari über ihr Erweiterungspaket Super Missile Attack zu Missile Command. Teil der Einigung war es, dass GCC keine weiteren Erweiterungspakete veröffentlichte, ohne sich mit dem Hersteller des Originalspiels abzusprechen.
Statt Crazy Otto ganz aufzugeben, entschied sich GCC dazu, das Spiel Midway vorzustellen, Namcos amerikanischer Vertriebsfirma für Pac-Man. Midway wartete zu dieser Zeit ungeduldig auf Namcos nächstes Pac-Man-Spiel, das unter dem Namen Super Pac-Man erscheinen sollte. Midway kaufte die Rechte an Crazy Otto, veränderten die Sprites, um sie an Pac-Man anzupassen, und änderten den Namen in Ms. Pac-Man. So wurde Ms. Pac-Man als Arcade-Spiel veröffentlicht.

## Rezeption und Rekorde
- Das Time-Magazin platzierte 2016 das Spiel auf Platz 5 seiner Videospiel-Bestenliste.[5]
- Im Juni 2017 erreichte eine Künstliche Intelligenz die Maximalpunktzahl von 999.990 Punkten (die besten menschlichen Spieler erzielten bislang rund 250.000 Punkte). Die Microsoft-Tochter Maluuba nutzte dazu 150 auf Einzelaufgaben perfektionierte Software-Agenten (etwa zum Früchtesammeln oder Geisterausweichen). Deren Partikularziele werden von einer auf Deep Learning basierenden KI zu einer Gesamtspielstrategie synthetisiert.[6]